# Castor americà
El castor americà (Castor canadensis) és una de les dues espècies vivents de castor. És un gran rosegador semiaquàtic que habita rius i estanys de Nord-amèrica (Canadà, Estats Units i Mèxic) i també habita, reintroduït, la Terra del Foc (Argentina) i la península Escandinava. També és anomenat castor nord-americà o amb el nom d'alguna de les subespècies que inclou, entre d'altres, el castor canadenc. Aquesta espècie era semblant, encara que més petita, al castor de Kellogg, que també habità Nord-amèrica.
Aquest animal és sovint caçat per la seva pell. A principi del segle xix, la caça gairebé el va exterminar a bona part de la seva àrea de distribució original. A més, els pobladors nadius i els primers colons menjaven la seva carn. Gran part de l'exploració inicial de Nord-amèrica fou impulsada precisament per la recerca de la pell del castor americà.
Aquesta espècie és força abundant, més que el castor europeu i té una població estimada entre els 10 i 15 milions d'exemplars, encara que originalment hi podria haver hagut deu vegades més Nord-amèrica, abans de l'època del comerç de pells. Tot i el declivi, no es considera una espècie en perill d'extinció.

## Descripció
És del rosegador més gros de Nord-amèrica, rivalitzant amb el castor europeu per ser el segon més gros del món, darrere del capibara. Els adults generalment pesen entre 11 i 32 quilograms, amb una mitjana de 20 kg. La longitud conjunta del cap i del cos varia entre 74 i 90 centímetres, amb una cua que li afegeix entre 20 i 35 centímetres a la longitud total. Els individus molt vells poden excepcionalment excedir les mides normals, pesant més de 40 quilograms o fins i tot arribant als 50 kg.
Com el capibara, el castor és un animal semi-aquàtic. Té moltes característiques fruit de l'adaptació al seu estil de vida. Té una gran cua aplanada i unes potes del darrere grans i palmades. Les potes del davant són més petites i tenen urpes. Els ulls són coberts d'una membrana nictitant que li permet veure sota l'aigua. Les narius i les orelles es segellen quan es submergeix. Una capa gruixuda de greix sota la pell l'aïlla de l'entorn d'aigua freda que l'envolta. El seu pelatge està format per una doble capa de pèls superposats, que són llargs i gruixuts a l'exterior, i fins i curts a l'interior. El color dels pèls és variat, encara que generalment és de color marró fosc. Les glàndules odoríferes, situades prop dels genitals, secreten una substància oliosa coneguda amb el nom de castori, amb la qual l'animal aïlla el seu pelatge de l'aigua.
Abans de la gairebé extinció, a causa de la caça desmesurada, a Nord-amèrica, el castor hi vivia pràcticament a tot arreu des de la tundra àrtica fins als deserts del nord de Mèxic, i de l'Atlàntic al Pacífic. El 1907, el físic naturalista Edgar Alexander Mearns va documentar la presència del castor al riu Sonora, que podria ser la part més meridional de la seva àrea de distribució. No obstant això, la presència d'aquesta espècie a Mèxic també ha estat documentada als rius Colorado, Bavispe i San Bernardino.

## Comportament

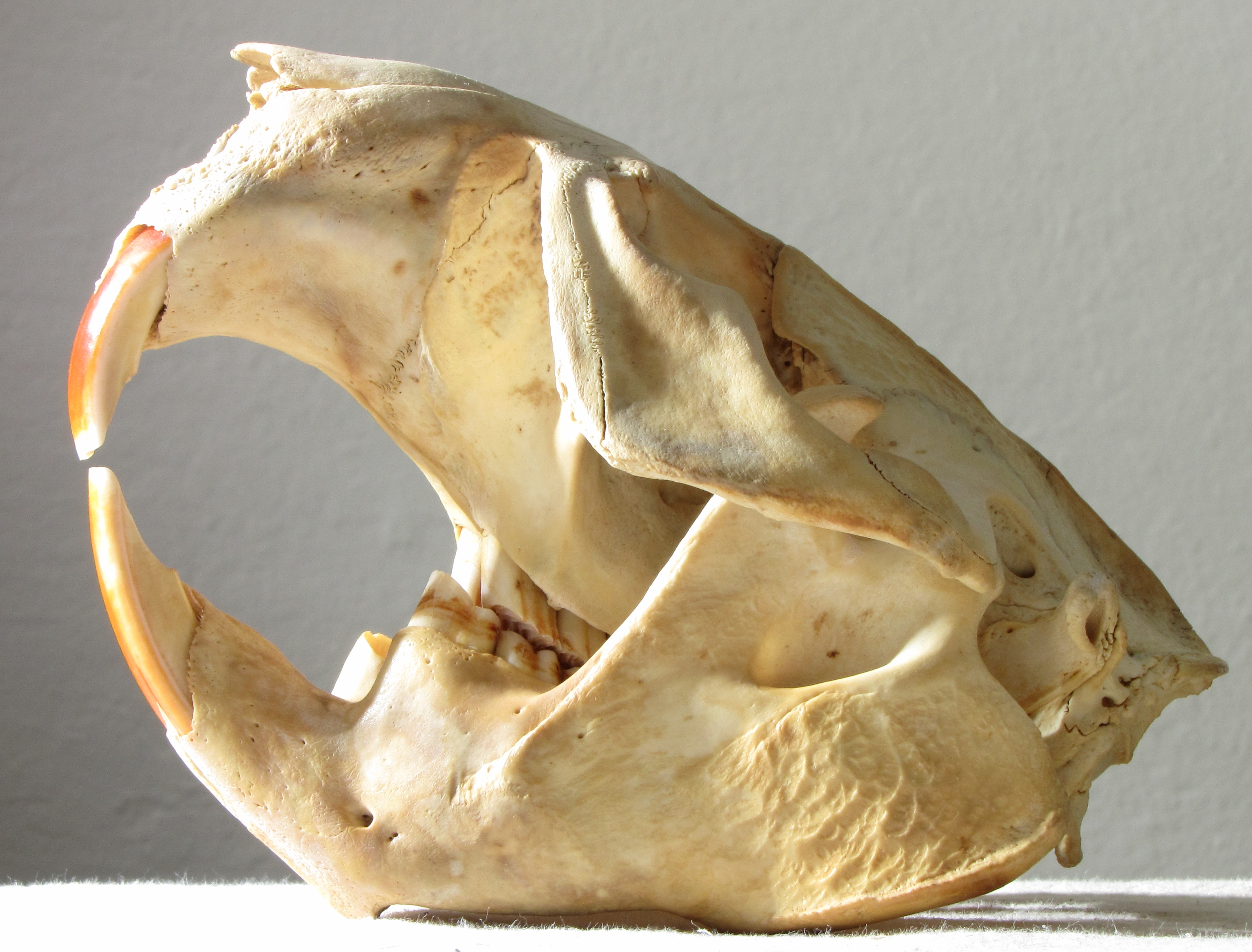
Crani de castor americà trobat a la badia de San Francisco

Els castors són animals diürns. Són excel·lents nedadors que poden romandre sota l'aigua fins a quinze minuts. Més vulnerable a terra ferma, tendeix a romandre a l'aigua tot el que pot. Utilitzen la cua plana i escamosa tant per donar avís d'un perill colpejant la superfície de l'aigua com per a emmagatzemar greixos.

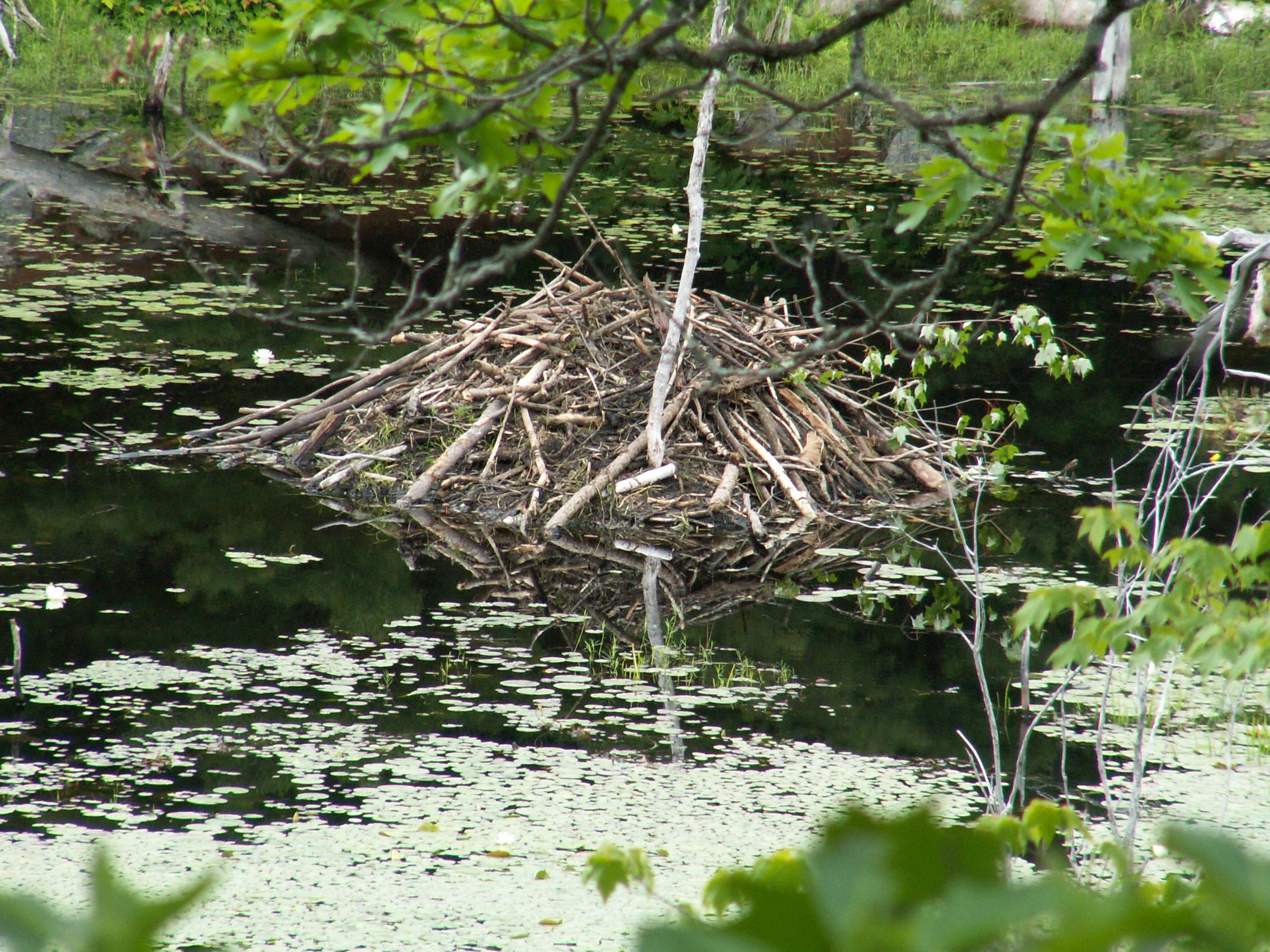
Cau de castors a Ontario, Canadà

Construeixen les llars amb branques, branquetes, pedres i fang, a llacs, al curs de rius i rierols, i a deltes. Aquestes llars poden trobar-se envoltades d'aigua o tocant a terra. De vegades excaven caus als bancs dels rius. Són molt coneguts per construir presses als corrents i construir les llars als estanys artificials que s'hi formen. Quan construeixen les llars en estanys, primer fan una pila de pals i després arrosseguen els pals per crear una o més entrades i dues plataformes per sobre de l'aigua dins la pila de pals. La primera s'utilitza per l'assecat. A l'hivern cobreixen de fang l'estructura de pals, de manera que quan el fang es congela assoleix la consistència del formigó. A la part superior és deixa un petit forat per l'aire.

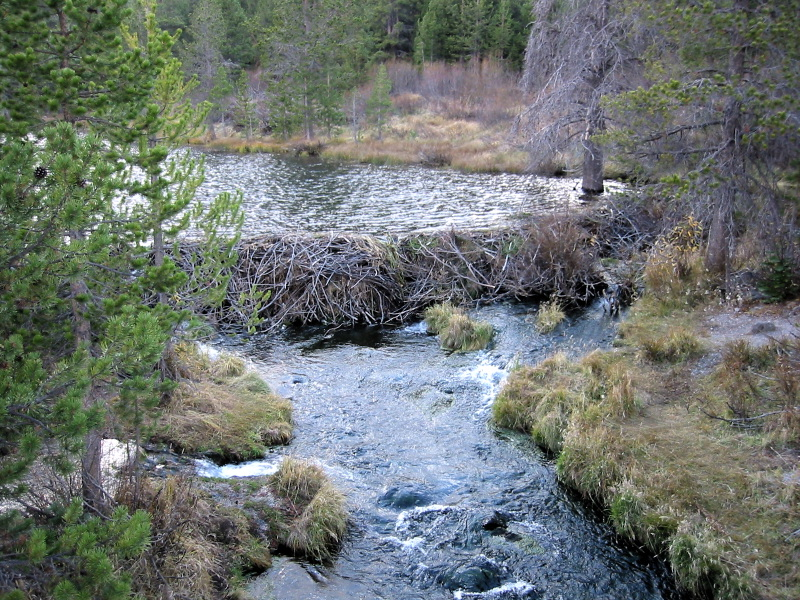
Presa de castors al nord de Califòrnia, als Estats Units

L'objectiu de la presa és la creació de refugis que permetin al castor escapar dels predadors. Quan l'aigua profunda ja és present a llacs, rius o rierols, viu en un cau a les ribes amb una entrada sota l'aigua. Construeixen dics amb branques d'arbres talats pels castors, així com amb roques, herba i fang. L'escorça interior, les branques, els brots i les fulles d'aquests arbres constitueixen una part important de la seva dieta. Els arbres són talats amb els seus incisius poderosos. Amb les potes davanteres excaven terra, transporten i col·loquen els materials. Alguns investigadors han demostrat que el so de l'aigua corrent dicta quan i on un castor construeix la seva presa. A més de proporcionar una llar segura als castors, aquests estanys artificials ofereixen un hàbitat per a peixos, ocells i altres animals. Aquestes preses ajuden a reduir l'erosió del sol i poden ajudar a reduir les inundacions. No obstant això, aquestes preses no són permanents i els cal un manteniment permanent pels castors. Generalment es concentren en la construcció i reparació de preses durant la tardor, en preparació per a l'hivern. A les zones més al nord de la seva àrea de distribució geogràfica, sovint no es reparen els desperfectes ocasionats per les llúdries, i a vegades en fan ells mateixos per a fer baixar el nivell d'aigua de l'estany, per tal de crear més espai per respirar sota el gel o obtenir un accés més fàcil als arbres que hi ha per sota de la presa. En un estudi realitzat el 1988 a l'estat d'Alberta al Canadà, cap castor va reparar les fuites durant l'hivern. De 178 fuites, castors va reparar posteriorment 78, i no en van reparar 68. La resta foren reparades parcialment.

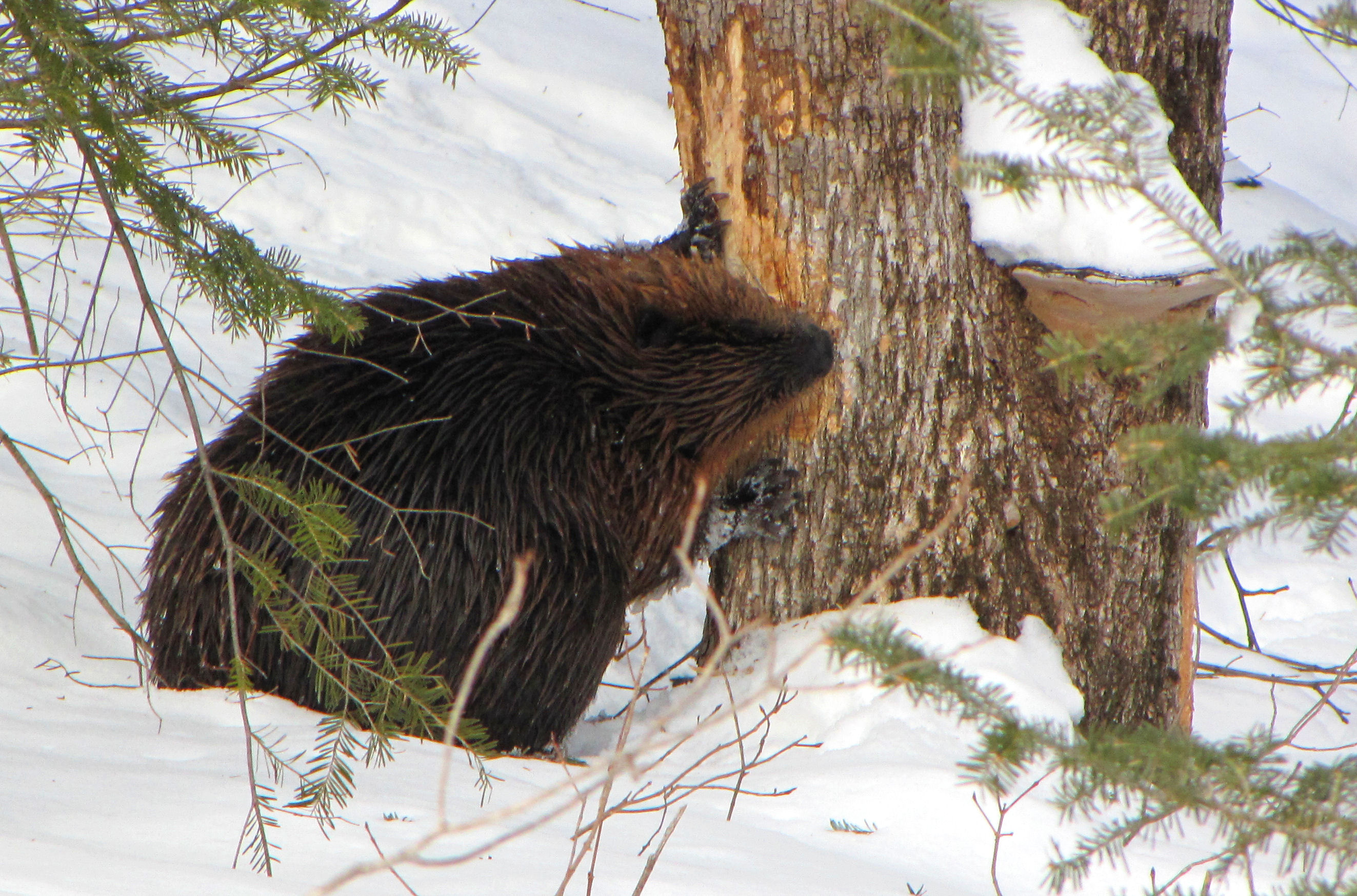
Castor americà alimentant-se durant l'hivern

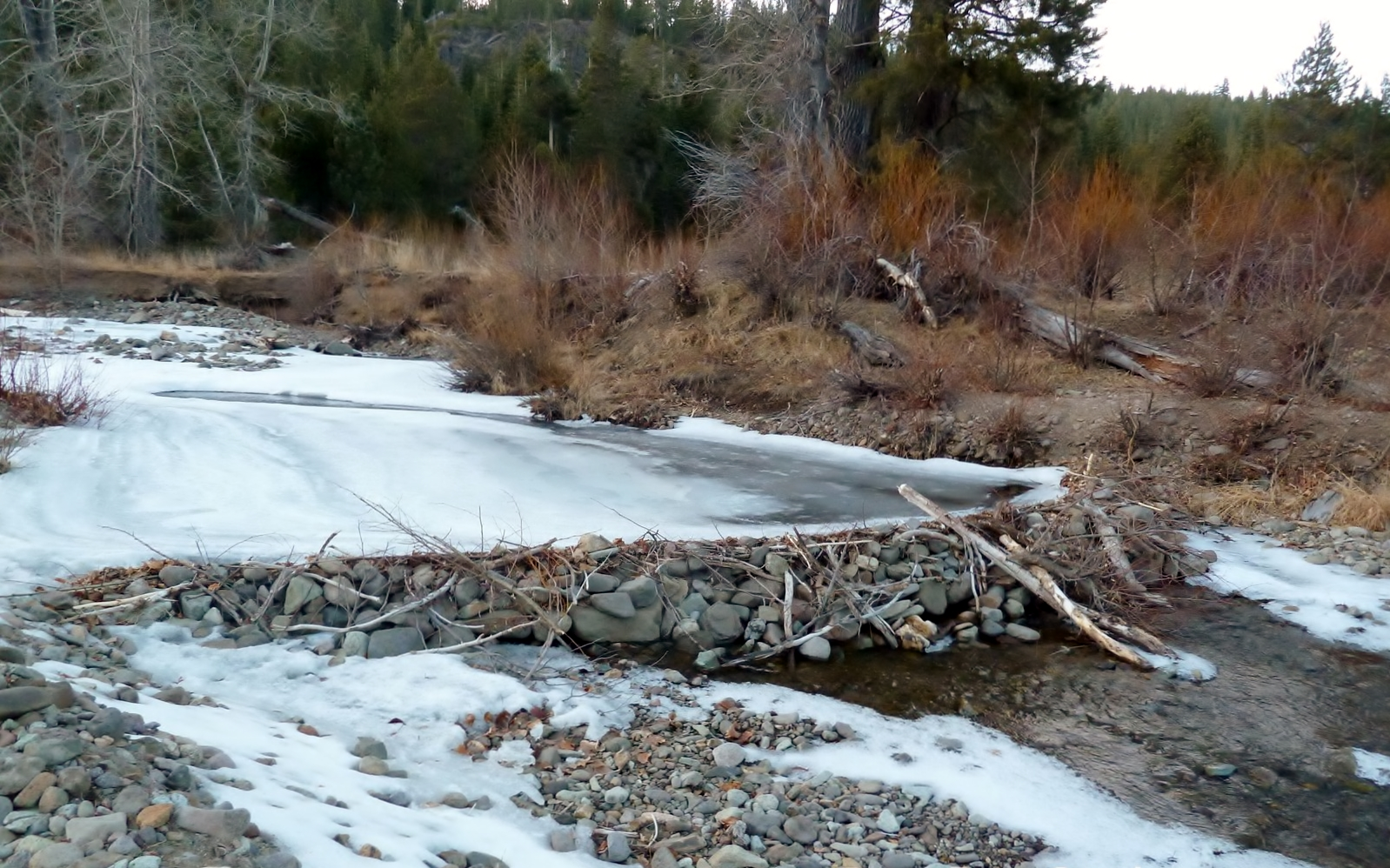
Els castors utilitzen roques per les seves preses quan les branques i el fang són més difícils d'obtenir, com es pot veure en aquesta presa al rierol Bear, un afluent del Riu Truckee, a Alpine Meadows, California

Els castors són conegut principalment com a constructors de preses. Conserven els seus hàbitats als estanys i reaccionen ràpidament al so de l'aigua corrent, refent les preses amb branques d'arbres i fang. Els primers ecologistes creien que la construcció de preses era una proesa de planificació arquitectònica, que indicava el seu elevat intel·lecte. Aquesta teoria va ser posada a prova reproduint el so d'aigua corrent en un camp proper a un estany on hi vivien castors. Malgrat que el so es reproduïa a terra ferma, el castor cobria el reproductor de cintes amb branques i fang. La presa més gran registrada feia 850 metres i va ser descoberta a través d'una imatge feta per satèl·lit el 2007. Es troba al límit meridional del Parc Nacional Wood Buffalo, al nord de la província canadenca d'Alberta, i fa més de dues vegades l'amplada de la presa Hoover que fa 379 metres d'amplada.
Generalment, la presa serveix per a proveir aigua al voltant dels caus prou profunda per a evitar que es congeli a l'hivern. Les preses també inunden les zones de bosc circumdant, donant el castor accés segur a una font d'aliment important, com són les fulles, els brots i l'escorça interior d'arbres en creixement. Prefereixen els pollancres i àlbers, però també utilitzen bedoll, auró, salze, vern, cirerer americà, roure, faig, freixe, càrpinus de Carolina i, ocasionalment, pi i avet. També s'alimenten de bova, nimfeàcies i altre vegetació aquàtica, especialment a principi de primavera. Al contrari del que molta genta creu, no mengen peixos. A àrees on la superfície de l'estany es glaça, els castors recullen aliment a final de la tardor en forma de branques d'arbres, que emmagatzemen sota l'aigua, generalment clavant l'extrem esmolat de les branques al fang del fons, on són accessibles durant l'hivern. Sovint, la pila de branques d'aliments sobresurt per sobre de l'estany i s'hi acumula neu a sobre. Això aïlla l'aigua que hi ha per sota i manté una obertura en el gel que cobreix l'estany. Els castors solen aparellar-se per tota la vida. Els joves castors romanen normalment amb els pares durant un màxim de dos anys.

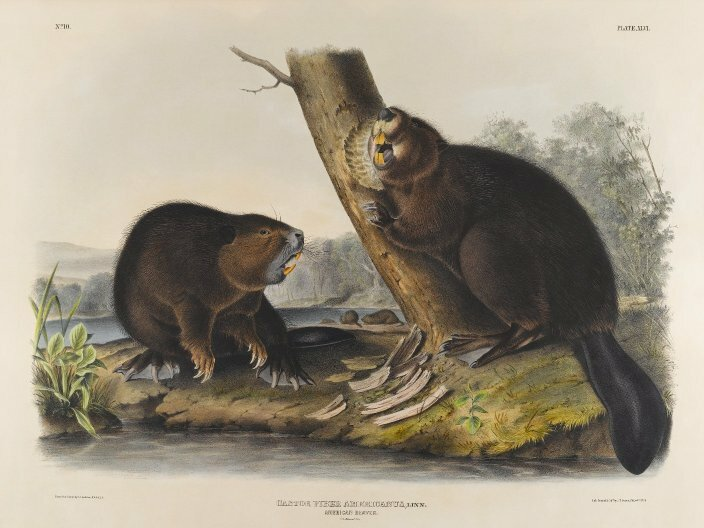
Castor americà - Museu de Brooklyn - John J. Audubon

Els predadors naturals més comuns del castor són els coiots, els llops i els pumes. Els castors són un aliment particularment important pels llops solitaris. L'ós negre n'és un predador ocasional, que si se li presenta l'ocasió, pot trencar els caus dels castors amb les potes. Possiblement a causa de les seves diferències pel que fa a preferències d'hàbitat, l'os gris no és conegut per alimentar-se de castors al Parc nacional Denali. Altres predadors menys significatius inclouen el golut, el linx canadenc, el linx roig i la guineu, els quals és poc probable que puguin capturar castors adults perquè són més petits i l'al·ligàtor americà, que coexisteix mínimament amb els castors. Tant l'àguila daurada com el pigarg americà, poden ocasionalment capturar algun castor, més probablement si es tracta d'una cria petita. Tot i les repetides afirmacions, no hi ha cap prova de que les llúdries s'alimentin de castors.

## Reproducció
El castor americà té una sola ventrada per any, i entra en zel només entre 12 i 24 hores, entre final de desembre i maig, amb un pic al gener. A diferència d'altres rosegadors, els castors són monògams i les parelles romanen juntes durant múltiples estacions de reproducció. El període de gestació és d'una mitjana de 128 dies, al final del qual generalment donen a llum entre dues i tres cries, poden arribar fins a sis cries. La major part dels castors no es reprodueixen fins als tres anys, encara que un 20% de les femelles de dos anys ja es reprodueixen.

## Subespècies
El primer registre fòssil de castor data de fa entre 10 i 12 milions anys i va ser trobat a Alemanya. Es creu que arribaren a Nord-amèrica a través de l'estret de Bering. El registre fòssil més antic trobat a Nord-amèrica data de fa 7 milions d'anys i consta de dues dents trobades prop de Dayville, Oregon.
S'aconseguí identificar 25 subespècies de castor americà, amb distincions basades principalment en petites diferències morfològiques i d'aïllament geogràfic en el moment del descobriment. No obstant això, en general les tècniques modernes utilitzen la genètica enlloc de la morfologia per distingir entre subespècies, i en l'actualitat el Sistema Integrat d'Informació Taxonómica (que proporciona informació taxonòmica autoritzada sobre plantes, animals, fongs i microbis de Nord-amèrica i el món) no en reconeix cap subespècie, tot i que no s'ha realitzat una anàlisi genètica definitiu. Aquesta anàlisi seria complicada de fer pel fet que s'ha produït una barreja genètica de les poblacions, a causa dels nombrosos esforços de reintroducció destinats a ajudar a l'espècie a recuperar-se després de la seva extinció a moltes regions.
Les subespècies (anteriorment reconegudes) més esteses a Nord-amèrica són C. c. acadicus, C. c. canadensis (castor canadenc), C. c. carolinensis (castor de Carolina) i C. c. missouriensis (castor del riu Missouri). El castor canadenc originalment habitava gairebé tota la superfície forestal del Canadà, i a causa de la seva pell més valuosa, fou triat sovint per reintroduccions a altres llocs. El castor de Carolina viu al sud-est dels Estats Units, el castor del riu Missouri, com el seu nom ho indica, es troba al Riu Missouri i als seus afluents i C. c. acadicus es troba a tota Nova Anglaterra, a la zona nord-est dels Estats Units.

### Llista de subespècies
- C. c. acadicus
- C. c. baileyi
- C. c. belugae
- C. c. caecator
- C. c. canadensis
- C. c. concisor
- C. c. carolinensis
- C. c. duchesnei
- C. c. frondator
- C. c. idoneus
- C. c. labradorensis
- C. c. leucodonta
- C. c. mexicanus
- C. c. michiganensis
- C. c. missouriensis
- C. c. pacificus
- C. c. pallidus
- C. c. phaeus
- C. c. rostralis
- C. c. repentinus
- C. c. taylori
- C. c. texensis
- C. c. subauratus
- C. c. sagittatus
- C. c. shastensis

## Diferències amb el castor europeu

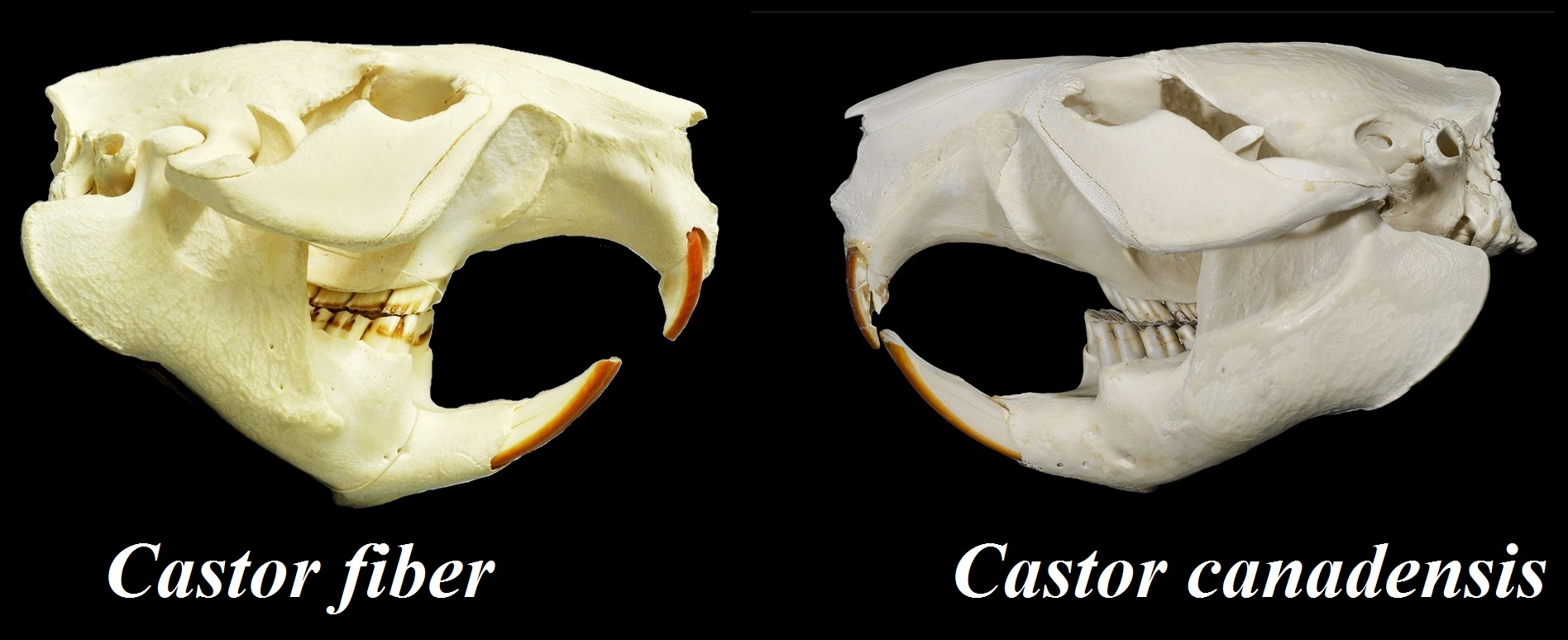
Cranis de castor europeu i castor americà

Malgrat que el castor europeu s'assembla molt a l'americà, hi ha algunes diferències importants. L'americà tendeix a ser lleugerament més petit, té el cap més petit i arrodonit, el musell és més curt i ample, i els pèls del ventre són més gruixuts, llargs i foscos. La cua és més ovalada i els ossos que uneixen els genolls amb els turmells són més llargs, el que els dona una millor locomoció terrestre que les espècies europees. Els castors americans tenen uns ossos nasals més curts, amb el punt més ample al mig del musell en el cas dels castors americans i a la punta del musell en el cas dels europeus. L'obertura nasal en el cas dels castors americans té forma quadrada, mentre que en els castors europeus és triangular. El forat magne és triangular en el castors americans, mentre que en els europeus és arrodonit. Les glàndules anals del castor de nord-amèrica són més petites i de paret gruixuda amb un petit volum intern en comparació amb les de les espècies europees. Finalment, els pèls del castor americà tenen una medul·la buida més curta a les puntes. El color del pelatge és també diferent. En general, el 50% dels castors americans tenen un pelatge de color marró pàl·lid, el 25% són de color marró vermellós, el 20% són de color marró i el 6% són gairebé negres, mentre que el 66% dels castors europeus tenen un pelatge de color marró o beix pàl·lid, el 20% tenen de color marró vermellós, gairebé un 8 % són de color marró i només el 4% tenen pèls gairebé negres.
Les dues espècies són genèticament incompatibles. Els castors americans tenen 40 cromosomes, mentre que els castors europeus en tenen 48. A Rússia s'han fet una trentena d'intents d'hibridar les dues espècies, amb només un aparellament entre un mascle de castor americà i una femella de castor europeu, que va resultar en una cria que va néixer morta. Aquests factors fan que la reproducció interespecífica sigui poc probable a les zones on les àrees de distribució geogràfica de les dues espècies es superposen.

## Evolució
La família dels castòrids, que va aparèixer fa aproximadament uns 40 milions d'anys, està representada actualment per només dues espècies, Castor canadensis a Nord-amèrica i Castor fiber a Euràsia. Les dues espècies es caracteritzen per la   gran grandària corporal, és el segon rosegador més gran, i pel seu estil de vida semi-aquàtic. No obstant això, alguns aspectes de la seva història i evolució encara no són clars. Les dades moleculars més recents donen suport fermament a la col·locació del castor dins d'un clade «relacionat amb el ratolí», que conté diverses famílies que inclouen els pedètids, els anomalúrids, els múrids, els dipòdids, els geòmids i els heteròmids. Estudis anteriors havien suggerit als geomioïdeus com als parents més propers del castor.
No només la col·locació filogenètica de castors dins de rosegadors no és completament clara, també se sap poc sobre l'esdeveniment d'especiació que va donar lloc a les dues espècies de castor. El registre fòssil dona més informació sobre el moment de l'especiació del castor. L'aparició del gènere Castor a Euràsia i Nord-amèrica es va estimar en el Miocè tardà i el Pliocè, fa entre 9 i 4,9 milions d'anys. Està assumit que el castor va sorgir a Euràsia com un parent proper de Steneofiber, i que s'hauria dispersat posteriorment a Nord-amèrica a través de Beríngia. Aquest esdeveniment de dispersió es va estimar que havia tingut lloc entre fa 6,6 i 4,9 milions d'anys. No obstant això, ja que les estimacions per a la primera aparició del castor en ambdós continents es superposen, no està del tot clar en quina direcció es va dur a terme la dispersió del castor. Independentment de la direcció de la dispersió, ja que les dues espècies són natives tant d'Euràsia com de Nord-amèrica, sembla raonable suposar que la migració a través de l'estret de Bering podria haver iniciat l'especiació del castor americà i l'europeu. Com que estan disponibles els genomes mitocondrials d'un cert nombre de tàxons de rosegadors, l'addició del genoma mitocondrial del castor podria ajudar a determinar no només la profunda filogènia del castor, sinó també el moment de la divergència respecte a altres rosegadors i dins del propi gènere.
Actualment s'estan utilitzant les seqüències d'ADN per investigar la posició filogenètica dels castors dins dels rosegadors, així com per determinar les dates dels esdeveniments evolutius dins de la família dels castòrids i per a explorar la ràtio de substitució del seu ADN mitocondrial.

## Ecologia
El castor va ser atrapat i gairebé extingit a Nord-amèrica a causa del seu pelatge i el castori, que eren molt cercats. Les pells de castor es van utilitzar per fer peces de vestir i barrets. Als Estats Units la captura extensiva va començar a principi del segle xviii, amb més de 10.000 castors morts a l'any pel comerç de pells a Connecticut i Massachusetts entre 1620 i 1630. Entre 1630 i 1640, es van matar aproximadament 80.000 castors anualment al riu Hudson i l'oest de Nova York. A partir de 1670, la Companyia de la Badia de Hudson enviava dos o tres vaixells mercants cada any per portar pells a Anglaterra des del Canadà. Les proves arqueològiques i històriques suggereixen que els estanys creats pels castors constituïen hàbitats en els boscos de fulla caduca que dominaven l'est de Nord-amèrica. Aquests hàbitats no forestals van atreure nadius americans i caçadors colonials per l'abundància de peixos, ocells aquàtics i caça major atreta pels clars de ribera creats pels castors. Els primers agricultors colonials també foren atrets per les fèrtils terres baixes i planes creades pel llim i la matèria orgànica acumulada en els estanys dels castors.
A mesura que s'esgotaven les poblacions orientals de castor, paranyers anglesos, francesos i americans es van desplaçar cap a l'oest. Gran part de l'expansió cap a l'oest i de l'exploració de Nord-amèrica va ser impulsada per la recerca de la pell d'aquest animal. Abans de la febre de l'or de Califòrnia de 1849, hi va haver la febre de la pell de Califòrnia a principi del segle xix, que va donar lloc als primers assentaments americans en aquest estat. Durant els aproximadament trenta anys (1806-1838) de l'era de l'home de la muntanya, es va explorar a fons des de l'oest de Missouri fins Califòrnia i des del Canadà fins a Mèxic i el castor va ser portat a la vora de l'extinció.
Amb la protecció al pas del segle xix al xx, la població de castors s'ha recuperat fins a un estimació d'entre 10 i 15 milions d'individus; això és una fracció de la població originnal estimada d'entre 100 i 200 milions de castors a Nord-amèrica abans dels dies del comerç de la pell.
Aquests animals són considerats plagues en algunes parts de l'àrea de distribució a causa que les seves preses podrien causar inundacions, o causa que el seu hàbit de talar arbres pot representar perill per a les persones, com al Parc Park Road de Charlotte, a Carolina del Nord. Com que són persistents en la reparació de danys a la presa, foren històricament reubicats o exterminats. S'han desenvolupat mètodes no letals que contenen les inundacions relacionades amb el castor. Els governs del Canadà i els Estats Units han utilitzat un dispositiu de flux, anomenat «enganyador de castors» o anivelladors, inventat i utilitzat per primera vegada pel biòleg Skip Lisle.
El castor és una espècie clau, que augmenta la biodiversitat al seu territori a través de la creació d'estanys i aiguamolls. A mesura que es formen els aiguamolls i els hàbitats de ribera creixen en extensió, les plantes aquàtiques colonitzen el nou hàbitat aquàtic. Insectes, invertebrats, peixos, mamífers i diversitat d'aus també s'hi expandeixen.

## Castors urbans

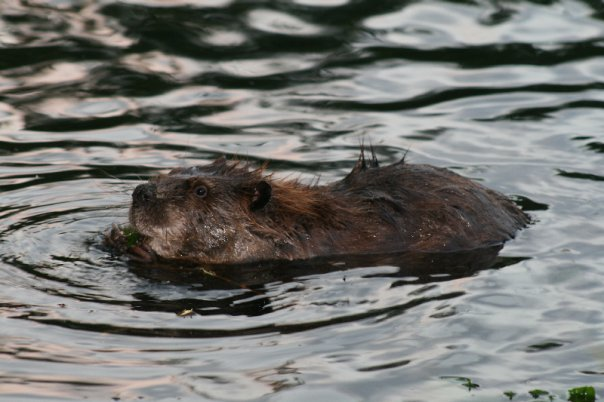
Castor abans de morir ofegat en parany d'un caçador al parc Lincoln de Chicago (2008)

Després de dos-cents anys, un castor solitari va tornar el 2007 a la ciutat de Nova York, fent la seva casa al llarg del riu Bronx, després d'haver passat un temps vivint al Zoo del Bronx, així com al Jardí botànic. Tot i que les pells de castor foren importants per a l'economia de la ciutat i un parell de castors apareixen al segell i la bandera oficial de la ciutat, els castors no havien viscut a la ciutat de Nova York des del segle xix, quan els caçadors els van extingir completament de l'estat. El retorn de "José", que rebé el nom del representant del Bronx José Serrano, ha estat vist com una prova de que els esforços per restaurar el riu han tingut èxit. A l'estiu de 2010, un segon castor anomenat "Justin" es va unir a "José" i així hi va duplicar la població de castors a la ciutat. Al febrer de 2013, el que sembla que eren José i Justin foren captats per les càmeres sensibles al moviment del Jardí botànic de Nova York.

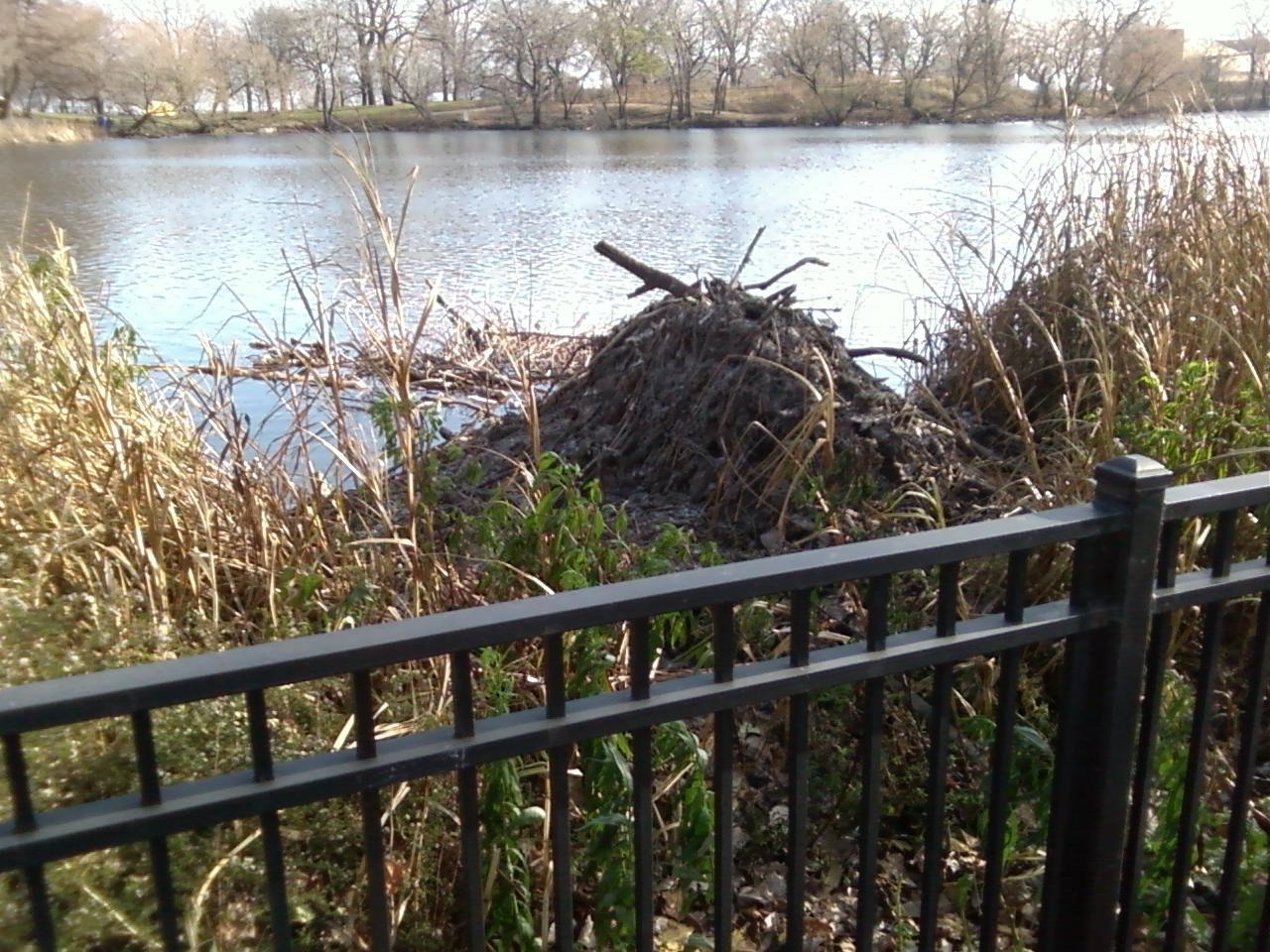
Després de la captura, va reaparèixer un cau de castor al parc Lincoln (tardor de 2009)

A Chicago, diversos castors han tornat i han fet un cau prop de l'Estany Nord del parc Lincoln. El «castor del parc Lincoln» no ha estat tan ben rebut pel Districte de Parcs de Chicago i el Lincoln Park Conservancy, els quals estan preocupats pels danys causats als arbres de la zona. El març de 2009, van contractar un exterminador per capturar una família de castors amb trampes vives, que accidentalment va matar la mare quan es va quedar atrapada en un parany i es va ofegar. La reubicació costa entre 4.000 i 4.500 dòlars per animal. Scott Garrow, biòleg del Departament de Recursos Naturals d'Illinois, va opinar que la reubicació dels castors podria ser «una pèrdua de temps», ja que hi ha registres de castors que recolonitzen l'Estany Nord del parc Lincoln de 1994, 2003, 2004, 2008 i 2009. Cap a la tardor de 2009, va aparèixer un nou cau de castor a la riba nord-oest de l'Estany Nord.
Als afores de San Francisco, al centre de Martinez, una parella de castors va arribar al Alhambra Creek el 2006. Els castors de Martinez van construir un dic de 9 metres d'ample i gairebé 2 m d'alt, i van rosegar la meitat dels salzes i altre vegetació que la ciutat havia plantat com a part del seu projecte de millora de les inundacions del 1999, que havia costat 9,7 milions dòlars. Quan l'Ajuntament va voler eliminar els castors a causa del temor d'inundacions, els residents locals es van organitzar per protegir-los, formant una organització anomenada «Worth a dam» (en català, "Val una presa"). La resolució va incloure la instal·lació d'un dispositiu de flux a través del dic de castors perquè el nivell de l'aigua de l'estany no arribés a ser excessiu. Ara protegit, el castor ha transformat el rierol Alhambra d'un degoteig a diverses preses i estanys de castor, que al seu torn, ha donat lloc al retorn de la truita arc de Sant Martí i la llúdria del Canadà el 2008, i del visó americà el 2009. Els castors de Martínez probablement són originaris del delta que formen els rius Sacramento i San Joaquín, que havien tingut la major concentració de castor de Nord-amèrica.
El 1999, el Festival Nacional dels Cirerers en Flor de Washington, estava plagat d'una família de castors que vivien a la conca Tidal. Els intrusos foren capturats i eliminats, no abans de fer mal a 14 cirerers, alguns d'ells dels més grossos i més antics.

## Simbolisme

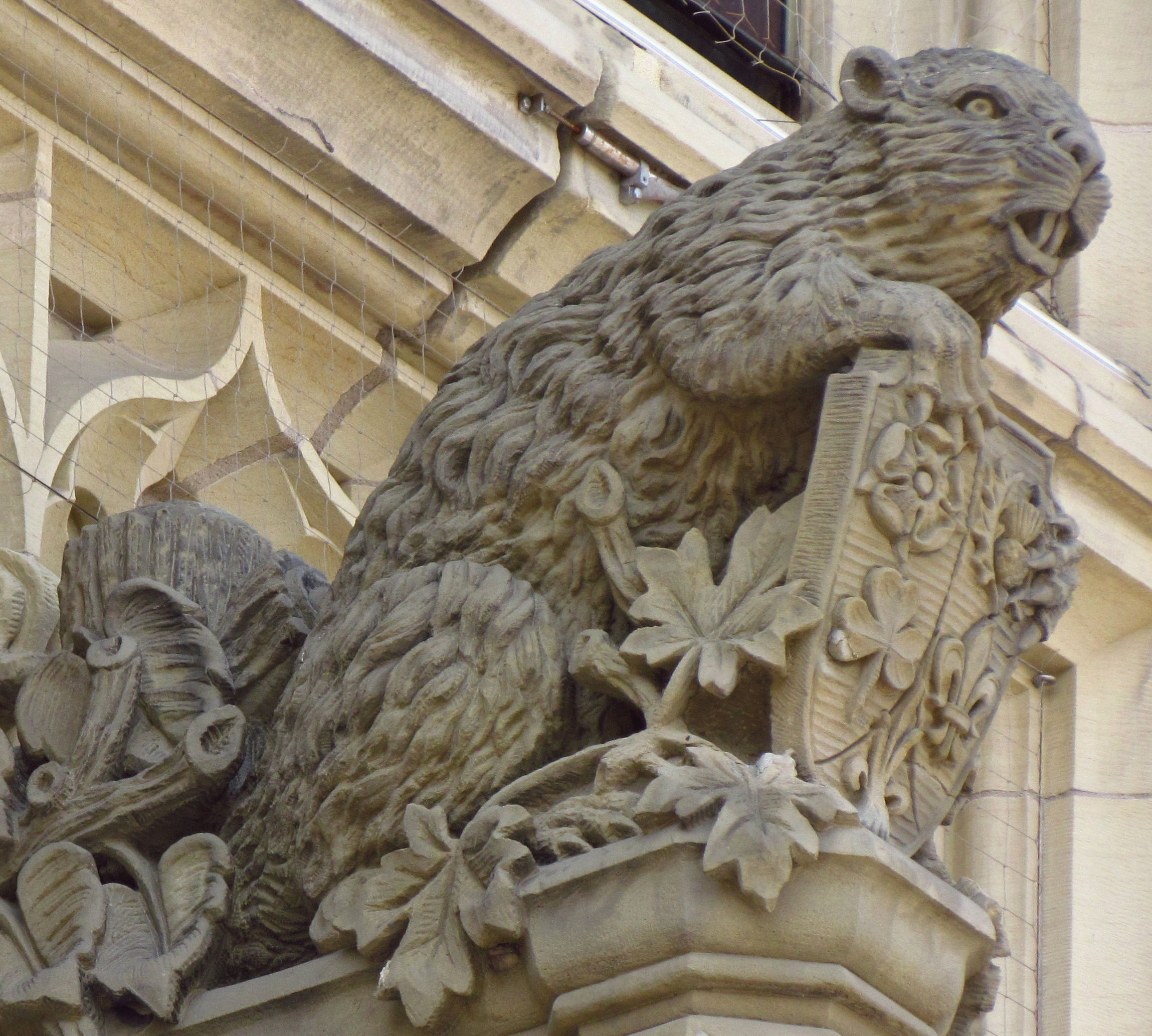
Escultura de castor sobre l'entrada del parlament canadenc

Com un dels símbols animals de la sobirania nacional del Canadà, el castor es representa a la moneda de 5 centaus i és present en el primer segell canadenc, el Castor de 3 penics. També és l'animal dels estats d'Oregon i Nova York, i un emblema comú per a les escoles d'enginyeria, com l'Institut Tecnològic de Califòrnia i l'Institut Tecnològic de Massachusetts, així com la mascota de la Universitat Estatal d'Oregon, el Babson College i el City College de Nova York. També apareix als escuts d'armes de la Companyia de la Badia de Hudson, de la Universitat de Toronto, de la Universitat Wilfrid Laurier, i de l'Escola d'Econòmiques de Londres.
Gran part de l'economia primerenca dels Nous Països Baixos es basava en el comerç de pell de castor. Com a tal, el segell dels Nous Països Baixos en representava un. De la mateixa manera, els escuts d'armes d'Albany i la ciutat de Nova York n'inclouen un.